# Verbotene Lieben
Verbotene Lieben (osmanisch عَشْقِ ممنوع Aşk-ı Memnu) ist ein 1899 veröffentlichter Roman des türkischen Schriftstellers Halid Ziya Uşaklıgil. Das Werk erzählt von der verbotenen Liebe von einer jungen Frau zum Neffen ihres deutlich ältern Ehemanns und ist ein Sittengemälde der Istanbuler Oberschicht kurz vor Ende des Osmanischen Reiches. Der Roman gilt als türkisches Beispiel der Klassischen Moderne und wurde in der Türkei wiederholt verfilmt. 

## Inhalt

### Handlung
Der verwitwete Adnan lebt mit seinen beiden Kindern Nihal und Bülent in einer Villa. Adnan heiratete eine deutlich jüngere Frau namens Bihter. Einige Monate nach der Hochzeit wird Bihter ihn mit Adnans entferntem Neffen Behlül betrügen, der seit dem Tod seiner Eltern bei ihm lebt und ihn als seinen Onkel betrachtet. Genauso ist Nihal in Behlül verliebt.

### Figuren aus dem Buch
- Adnan Bey: Ein wohlhabender 50-jähriger Gentleman aus Istanbul.
- Behlül: Adnan Beys Neffe; Seit sein Vater als hochrangiger Beamter in einer entfernten Provinz ernannt wurde, lebt er in Istanbul unter der Schirmherrschaft seines Onkels und er geht an das Galatasaray. Er hat eine Schwäche für Mädchen.
- Nihal: Adnan Beys Tochter. Sie ist in Behlül verliebt.
- Bülent: Sohn von Adnan Bey. Er wird auf ein Internat geschickt.
- Mademoiselle de Courton: Tochter einer armen französischen Adelsfamilie. Die Gouvernante von Nihal und Bülent.
- Firdevs Hanım: Sie gehört einer Familie an, die als „Melih Beys Team“ bekannt ist, wo Frauen für ihre lockere und protzige Haltung bekannt sind. Zu Beginn des Romans ist sie 45 Jahre alt.
- Bihter: Firdevs Hanıms jüngere Tochter. Im Alter von 22 Jahren heiratete sie Adnan Bey. Doch sie verliebt sich in Behlül.
- Peyker: Firdevs Hanıms älteste Tochter. Sie ist drei Jahre älter als Bihter. Sie hat eine distanzierte Art.
- Nihat Bey: Peykers Mann. Er heiratete Peyker, um in das Leben der Oberschicht in Istanbul zu gelangen. Sie hatten einen Sohn namens „Feridun“ aus ihrer Ehe, und zwei Jahre später wurde ihr zweites Kind geboren.
- Nesrin: Ein Dienstmädchen in Adnan Beys Villa.
- Hacı Necip: Der Koch in der Villa von Adnan Bey.
- Beshir: Kutscher in der Villa von Adnan Bey.
- Katina: Firdevs Hanıms Dienstmädchen.

## Verfilmungen
Der Roman wurde im Jahre 1975 verfilmt und lief von 2008 bis 2010 als 79-teilige gleichnamige Fernsehserie im türkischen Fernsehsender Kanal D. Während der Spielfilm die Handlung in der Entstehungszeit des Romans belässt, verlegt die Fernsehserie sie in die Gegenwart.

## Rezeption
Monika Carbe ist in der Neuen Zürcher Zeitung vom 4. Dezember 2007 angetan vom 1900 erstmals in Buchform erschienenen Roman. Sie meint Halid Ziya Usakligil würde sich auf Atmosphäre und Innensicht konzentrieren und er würde Gefühle und Zweifel der Beteiligten mischen mit ausführlichen Beschreibungen von Interieurs oder Kleidung. Sie fühlt sich dabei an Balzac und Stendhal erinnert. Gelobt wird auch die gelungene Übersetzung von Wolfgang Riemann. Der Roman wird als erster Höhepunkt der osmanisch-türkischen Romanliteratur angesehen und  als Meisterwerk des osmanisch-türkischen psychologischen Romans. Für Elke Schmitter ist der Roman ein Glanzstück der psychologischen Prosa und zudem eine kluge Darstellung jener Beziehungskonflikte, die auch heute noch in Patchworkfamilie auftreten.

## Textausgaben
- Ursprünglich wurde der Roman als Fortsetzungsgeschichte zwischen 1899 und 1900 in der Zeitschrift Servet-i Fünûn veröffentlicht.
- Verbotene Lieben. Roman (= Türkische Bibliothek). Übersetzung von Wolfgang Riemann, Unionsverlag, Zürich 2007, ISBN 978-3-293-10009-1; Zürich 2012, ISBN 978-3-293-20582-6.